# Liga proti antisemitismu
Liga proti antisemitismu je občanské sdružení, které vystupuje proti projevům antisemitismu a antijudaismu v české společnosti. Za tím účelem monitoruje veškeré veřejné antisemitské, resp. obecně rasistické projevy, domáhá se jejich právního stíhání, zprostředkovává právní pomoc obětem a aktivně se veřejně angažuje. Založena bylo 1. května 2007 v Plzni a zaregistrována 25. dubna 2008. Jeho zakladatelkou je Věra Tydlitátová.
Liga také zveřejnila Základní prohlášení, ve kterém shrnula své zásady a ke kterému připojilo svůj podpis už více signatářů, patří mezi ně např. Jan Sokol, Jeroným Janíček, Ivo T. Budil, Svatopluk Karásek, Fedor Gál, Jiřina Šiklová, Alexander Tomský, Vojtěch Sedláček nebo Jan Vidím.
V roce 2007 např. obvinila tehdejší senátorku Lianu Janáčkovou z rasistických výroků proti Romům z kolonie Bedřiška v Ostravě-Přívoze a v roce 2008 hodlala podat trestní oznámení na iniciativu Ne základnám kvůli tomu, že na svém webu vyvěsila antisemitský podvrh Protokoly sionských mudrců.